# Eistaucher
Der Eistaucher (Gavia immer) ist eine Vogelart aus der Gattung der Seetaucher (Gavia). Die Art brütet in der Tundra und im borealen Nadelwald im nördlichen Nordamerika, in Grönland und auf Island und überwintert an den Küsten Nordamerikas und Europas.
In Mitteleuropa ist der Eistaucher in den Küstenregionen regelmäßig in den Monaten November bis März in kleiner Zahl als Durchzügler und Wintergast zu beobachten. Deutlich seltener ist er auch im Binnenland zu sehen. So wird er seit den 1970er Jahren immer wieder am Genfersee und am Bodensee beobachtet.

## Beschreibung

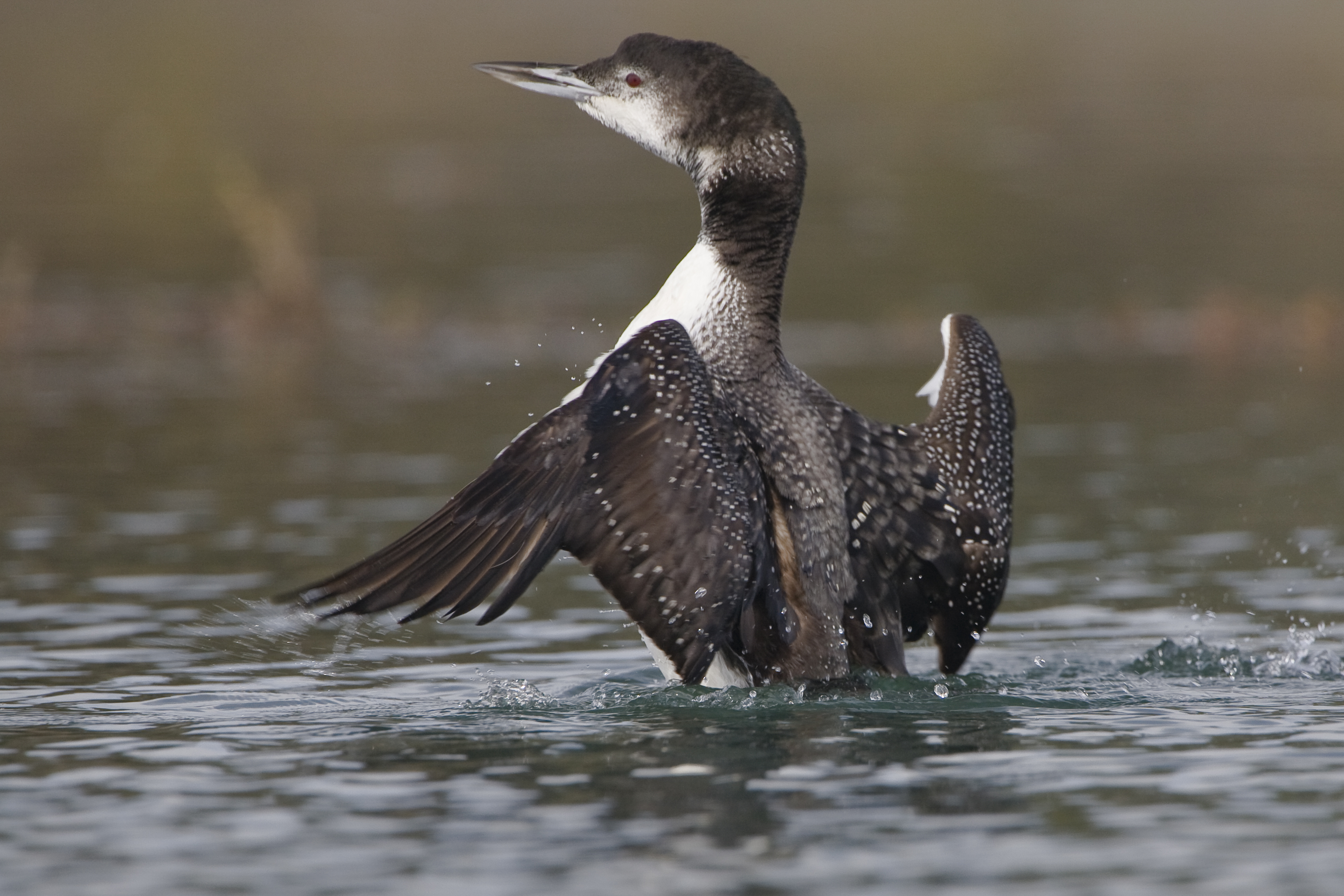
Eistaucher im Schlichtkleid in der Morro Bay in Kalifornien

Der Eistaucher ist nach dem Gelbschnabeltaucher die zweitgrößte Art der Gattung Gavia. Er erreicht eine Körperlänge von 73–88 cm und eine Spannweite von 122–148 cm. Die Tiere wiegen 3,6–4,5 kg und sind damit etwa so schwer wie eine Graugans.
Im Prachtkleid ist die Art unverwechselbar. Grundfarbe der gesamten Oberseite und von Kopf und Hals ist schwarz. Der obere Rücken zeigt dichte Reihen großer weißer Vierecke, der hintere Rücken und die Flanken zeigen feine weiße Punktreihen. Der Hals hat an den Seiten ein querovales Feld aus unregelmäßigen weißen Längslinien, an der Kehle befindet sich eine schmale Linie aus weißen Punkten. Brust, Bauch und die Unterflügeldecken sind rein weiß. Anders als Pracht- und Sterntaucher trägt der Eistaucher das vollständige adulte Prachtkleid jedoch frühestens in seinem vierten Kalenderjahr.
Der große Schnabel ist dunkelgrau bis schwarz und gerade, er wird beim Schwimmen durch eine entsprechende Kopfhaltung annähernd waagerecht gehalten. Die Beine und die Füße sind grau. Die Iris ist weinrot.
Im Schlichtkleid ist die gesamte Oberseite dunkelgrau. Kopf und Hinterhals sind ebenfalls dunkelgrau, die dunkle Färbung geht nach vorn an Kehle und Hals recht abrupt in weiß über. Am unteren Hals ist ein schwärzlicher Halbring deutlich vom übrigen grau abgesetzt. Um das Auge befindet sich ein kleiner weißer Bereich. Der Schnabel ist bläulich grauweiß, an der Spitze und auf dem First dunkelgrau. Die Stirn ist steil aufgeworfen. Im Schlichtkleid kann der Eistaucher vor allem mit dem Gelbschnabeltaucher verwechselt werden. Der Gelbschnabeltaucher hat jedoch einen blasseren und leicht nach oben aufgeworfenen Schnabel. Das Verbreitungsgebiet der beiden Arten überlappt sich allerdings nur geringfügig.
Das Jugendkleid ähnelt sehr dem Schlichtkleid, die Vögel sind jedoch insgesamt oberseits heller grau, die Konturfedern der Oberseite und der Flanken sind außerdem hell gerandet und zeigen dadurch eine saubere Wellenzeichnung. Der Schnabel ist meist nur auf dem First dunkel.

## Lautäußerungen
Die Flugrufe ähneln wie die anderer Seetaucher denen von Gänsen. Die Balzrufe sind recht variabel, am häufigsten ist ein weittragendes, klagendes „aaoooh…WÜH wü-a WÜH wü-a WÜH wü-a“ zu hören.
- Revierruf des Eistauchers
- Warnruf des Eistauchers

Außerhalb der Fortpflanzungszeit ist der Eistaucher normalerweise nicht sehr ruffreudig.

Verbreitung des Eistauchers

Der heulende Ruf des Eistauchers wird in Kino- und Fernsehfilmen häufig verwendet, um Spannung und das Gefühl von Wildnis beim Betrachter zu erzeugen. Allerdings passen in vielen Fällen Ort und dargestellte Landschaft überhaupt nicht zu Verbreitungsgebiet und Habitat des Eistauchers.

## Verbreitung und Lebensraum
Das Verbreitungsgebiet des Eistauchers umfasst die Tundra und Taiga im nördlichen Nordamerika von etwa 40° N bis in die Arktis, außerdem kommt die Art in Grönland sowie auf Island, der Bäreninsel und Jan Mayen vor. Zur Brutzeit bewohnt die Art große und tiefe Binnenseen.
Einzelne Jungvögel wurden durch starke Stürme nach Süden verschlagen, wodurch es zu Sichtungen am Bodensee und dem Mittelmeer kam.

## Ernährung
Die Nahrung wird tauchend erjagt und besteht überwiegend aus kleineren Fischen, daneben werden Frösche, Krebstiere, und Weichtiere erbeutet. Bei der Jagd nach Fischen taucht er meist drei bis zehn Meter tief, manchmal auch bis zu 200 m.

## Fortpflanzung

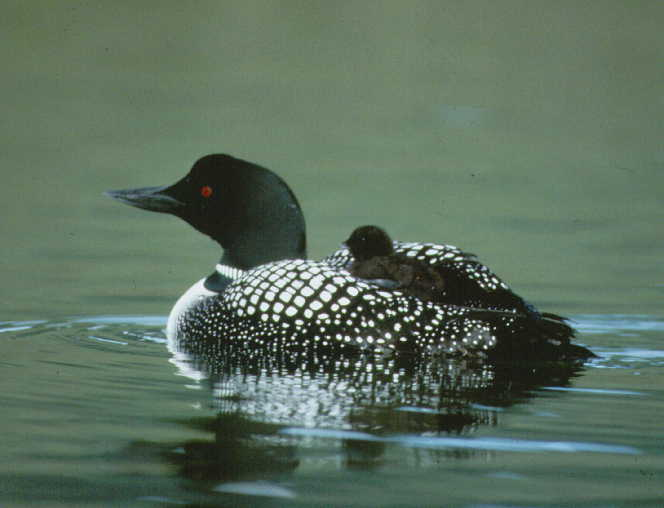
Eistaucher mit Jungtier auf dem Rücken

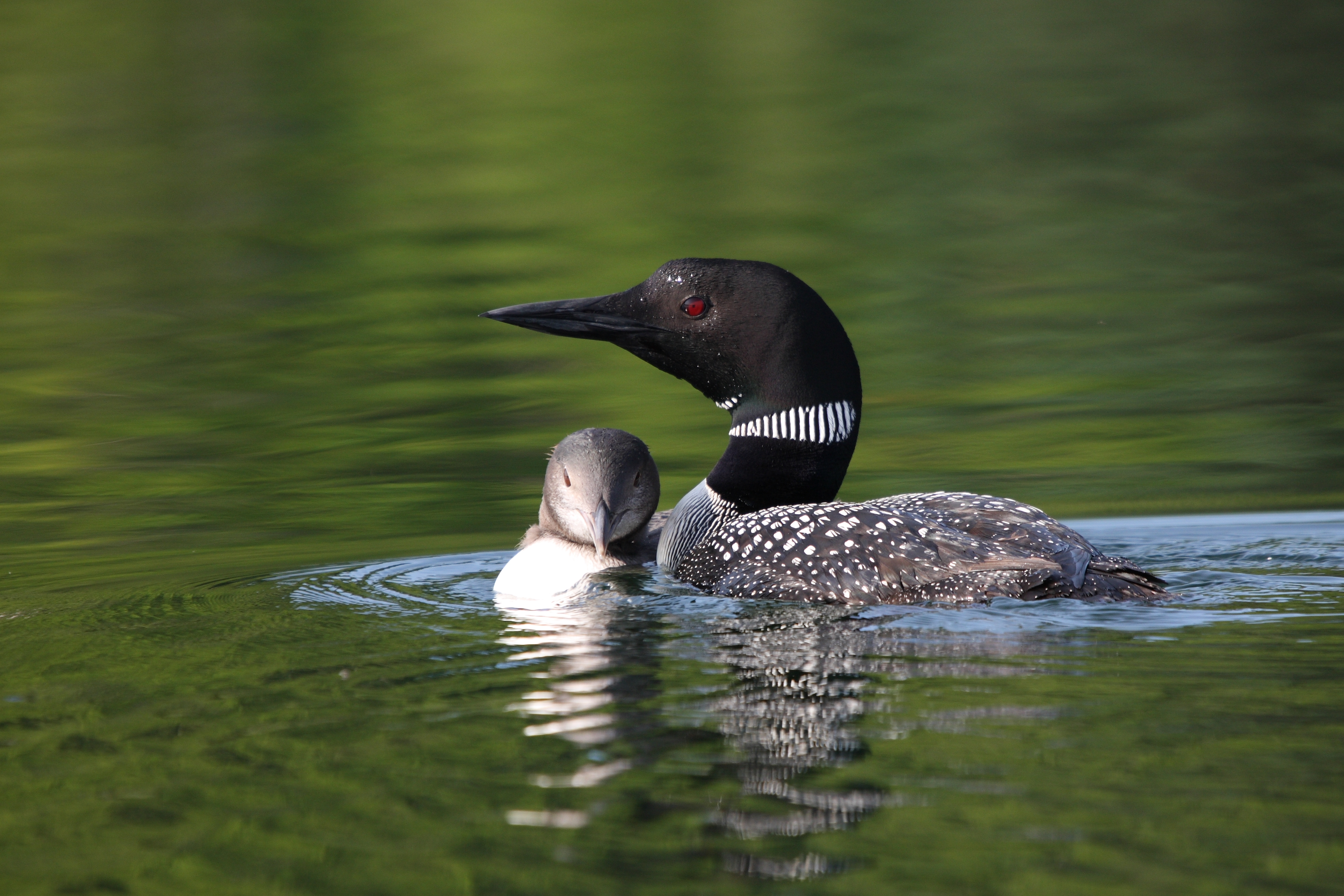
Eistaucher mit Jungvogel

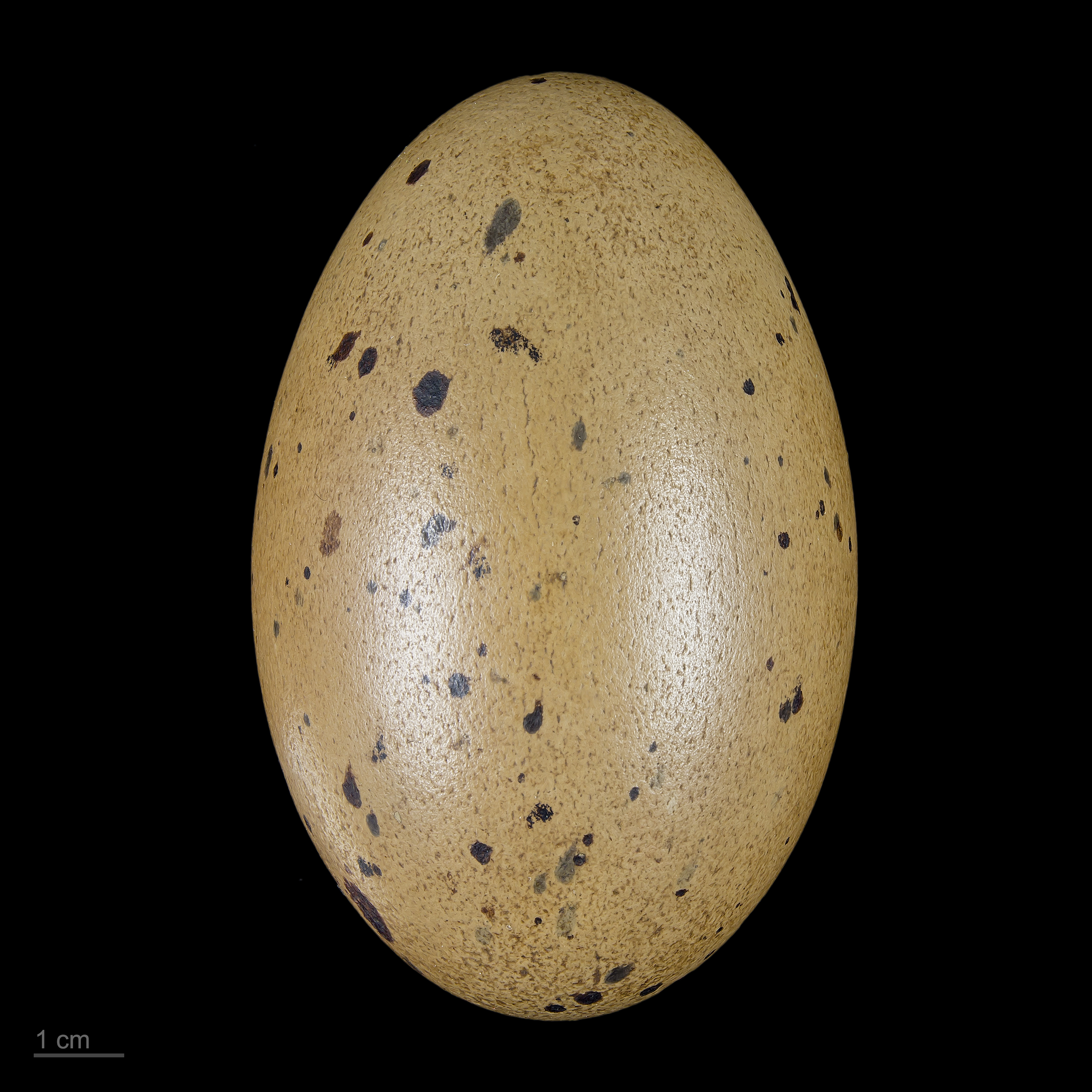
Ei von Gavia immer

Die Partner kommen verpaart im Brutgebiet an. Die Balz umfasst neben den Rufen ein zeremonielles Schnabeleintauchen und viele andere Elemente. Die Nester werden direkt am Gewässerufer gebaut und bestehen aus Pflanzenteilen der Umgebung. Die Eiablage erfolgt ab Ende April, meist im Mai und Juni. Das Gelege besteht meist aus zwei, nur sehr selten aus einem oder drei Eiern, die auf olivbraunem bis dunkelbraunem Grund dunkel gefleckt sind. Die Brutzeit dauert 25–29 Tage. Die Eier werden von beiden Eltern bebrütet und die Küken dann auch gemeinsam geführt. Die Jungvögel sind nach zehn bis elf Wochen selbständig.

## Wanderungen
Eistaucher sind überwiegend Mittel- bis Kurzstreckenzieher. Der Abzug aus dem Brutgebiet erfolgt ab dem Spätsommer und endet im Oktober. Die Brutvögel Grönlands und Islands überwintern auf dem Meer um Island, Großbritannien sowie an der europäischen Atlantikküste von Nord-Norwegen bis zum Süden Portugals. Die Populationen Nordamerikas überwintern vor der gesamten nordamerikanischen Pazifik- und Atlantikküste. Die Rückkehr in die Brutgebiete erfolgt im Mai und Juni. Die Art wird in Mitteleuropa regelmäßig in sehr kleiner Zahl überwiegend von November bis März nachgewiesen, vor allem an den Küsten von Nord- und Ostsee; nur ausnahmsweise im Binnenland auf größeren Seen.

## Bestand und Gefährdung
Angaben zu Bestandstrends liegen nicht vor. Der Weltbestand wurde von der IUCN im Jahr 2002 auf 580.000 Individuen geschätzt und gilt als ungefährdet.

## Trivia
Der Eistaucher ist der Nationalvogel Kanadas. Auch die kanadische Provinz Ontario und der US-Bundesstaat Minnesota haben ihn zu ihrem Symbol ausgewählt. Er ist auf der kanadischen Ein-Dollar-Münze abgebildet. Diese Münze wird nach dem englischen Namen des Eistauchers (Common Loon) „Loonie“ genannt.